# Liban aux Jeux olympiques d'été de 2012
Le Liban participe aux Jeux olympiques d'été de 2012 à Londres. Il s'agit de sa 16e participation aux Jeux olympiques d'été.

## Athlétisme
Homme
| Athlète     | Épreuve     | Séries | Séries | Demi-finales | Demi-finales | Finale | Finale |
| Athlète     | Épreuve     | Temps  | Rang   | Temps        | Rang         | Temps  | Rang   |
| ----------- | ----------- | ------ | ------ | ------------ | ------------ | ------ | ------ |
| Ahmad Hazer | 100 m haies | 14.82  | 9      | NC           | NC           | NC     | NC     |

Femme
| Athlète          | Épreuve | Séries | Séries | Demi-finales | Demi-finales | Finale | Finale |
| Athlète          | Épreuve | Temps  | Rang   | Temps        | Rang         | Temps  | Rang   |
| ---------------- | ------- | ------ | ------ | ------------ | ------------ | ------ | ------ |
| Gretta Taslakian | 200 m   | 24.49  | 8      | NC           | NC           | NC     | NC     |

## Escrime
Hommes
| Athlète     | Compétition        | 1/32 de finale   | 1/16 de finale   | 1/8 de finale    | Quarts de finale | Demi-finales     | Finale           | Finale |
| Athlète     | Compétition        | Adversaire Score | Adversaire Score | Adversaire Score | Adversaire Score | Adversaire Score | Adversaire Score | Rang   |
| ----------- | ------------------ | ---------------- | ---------------- | ---------------- | ---------------- | ---------------- | ---------------- | ------ |
| Zain Shaito | Fleuret individuel |                  |                  |                  |                  |                  |                  |        |

Femmes
| Athlète     | Compétition        | 1/32 de finale   | 1/16 de finale   | 1/8 de finale    | Quarts de finale | Demi-finales     | Finale           | Finale |
| Athlète     | Compétition        | Adversaire Score | Adversaire Score | Adversaire Score | Adversaire Score | Adversaire Score | Adversaire Score | Rang   |
| ----------- | ------------------ | ---------------- | ---------------- | ---------------- | ---------------- | ---------------- | ---------------- | ------ |
| Mona Shaito | Fleuret individuel |                  |                  |                  |                  |                  |                  |        |

## Judo
| Athlète       | Compétition           | 1/16 de finale      | 1/8 de finale       | Quarts de finale    | Demi-finales        | Repêchage 1         | Repêchage 2         | Finale              | Finale |
| Athlète       | Compétition           | Adversaire Résultat | Adversaire Résultat | Adversaire Résultat | Adversaire Résultat | Adversaire Résultat | Adversaire Résultat | Adversaire Résultat | Rang   |
| ------------- | --------------------- | ------------------- | ------------------- | ------------------- | ------------------- | ------------------- | ------------------- | ------------------- | ------ |
| Caren Chammas | Moins de 63 kg femmes |                     |                     |                     |                     |                     |                     |                     |        |

## Tennis de table
Femmes
| Athlète           | Compétition   | Tour préliminaire                                     | 1er tour         | 2e tour          | 3e tour          | 4e tour          | Quarts de finale | Demi-finales     | Finale           | Finale |
| Athlète           | Compétition   | Adversaire Score                                      | Adversaire Score | Adversaire Score | Adversaire Score | Adversaire Score | Adversaire Score | Adversaire Score | Adversaire Score | Rang   |
| ----------------- | ------------- | ----------------------------------------------------- | ---------------- | ---------------- | ---------------- | ---------------- | ---------------- | ---------------- | ---------------- | ------ |
| Tvin Moumjoghlian | Simple femmes | Battue par Hanffou (CMR) 0-4 (6-11, 4-11, 6-11, 2-11) | NC               | NC               | NC               | NC               | NC               | NC               | NC               | NC     |

## Tir
| Athlète    | Compétition | Qualification | Qualification | Finale | Finale |
| Athlète    | Compétition | Points        | Rang          | Points | Rang   |
| ---------- | ----------- | ------------- | ------------- | ------ | ------ |
| Ray Bassil | Trap femmes | 64            | 18e           | NC     | NC     |